# Pterygoplichthys lituratus
Glyptoperichthys lituratus es una especie de pez de la familia Loricariidae en el orden de los Siluriformes.

## Morfología
Los machos pueden alcanzar hasta 37 cm de longitud total.

## Hábitat
Es un pez de agua dulce y de clima tropical.

## Distribución geográfica
Es nativo de América del Sur, de la cuenca del río Madeira.